# Xerobiotus pseudohufelandi
Xerobiotus pseudohufelandi är en djurart som tillhör fylumet trögkrypare, och som först beskrevs av Iharos 1966.  Xerobiotus pseudohufelandi ingår i släktet Xerobiotus och familjen Macrobiotidae. Inga underarter finns listade i Catalogue of Life.